# Rigoberto Torres
Rigoberto Torres (Aguadilla, 1960) is een Puerto Ricaanse beeldhouwer.

## Leven en werk
Torres woonde vanaf 1964 in de Verenigde Staten, eerst in Manhattan, later in The Bronx in de stad New York. Hij kreeg aanvankelijk zijn vakopleiding en werkte in een fabriek van heiligenbeelden van zijn oom. In 1980 ontmoette hij de Amerikaanse beeldhouwer John Ahearn, die portretten in pleister maakte van vrienden en kennissen. Zij hebben de twee technieken gecombineerd en maakten in de periode van 1981 tot 1985 vier grote tableaux: We Are Family, Life on Dawson Street, Double Dutch en Back to School. Het zijn in pleister vastgelegde tableaux vivants van alledaagse taferelen met buurtbewoners als de hoofdpersonen. Dit als alternatief voor de heldenfiguren, die worden uitgebeeld in de monumenten en standbeelden in de openbare ruimte van de steden. Torres en Ahearn maakten samen vele zogenaamde Bronx sculptures, die ook wel bekendstaan als de South Bronx Hall of Fame.
Torres woont en werkt in Orlando (Florida). Hij kreeg in 1995 de overzichtstentoonstelling The Works of Rigoberto Torres in de Lehman College Art Gallery in New York.

## Enkele werken van John Ahearn en Rigoberto Torres
- We Are Family (1981/82), Double Dutch (1981/82), Life on Dawson Street (1982/83)[2] en Back to School (1985), The Bronx in New York
- South Bronx Hall of Fame
- Mario & Antonio (1991)[3], Internationale Beelden Collectie in Rotterdam - sinds 2008 in opslag
- Rodoviára de Brumadinho (2005) en Abre a Porta (2006), Beeldenpark van het Centro de Arte Contemporânea Inhotim in Brumadinho (Minas Gerais)

## Fotogalerij

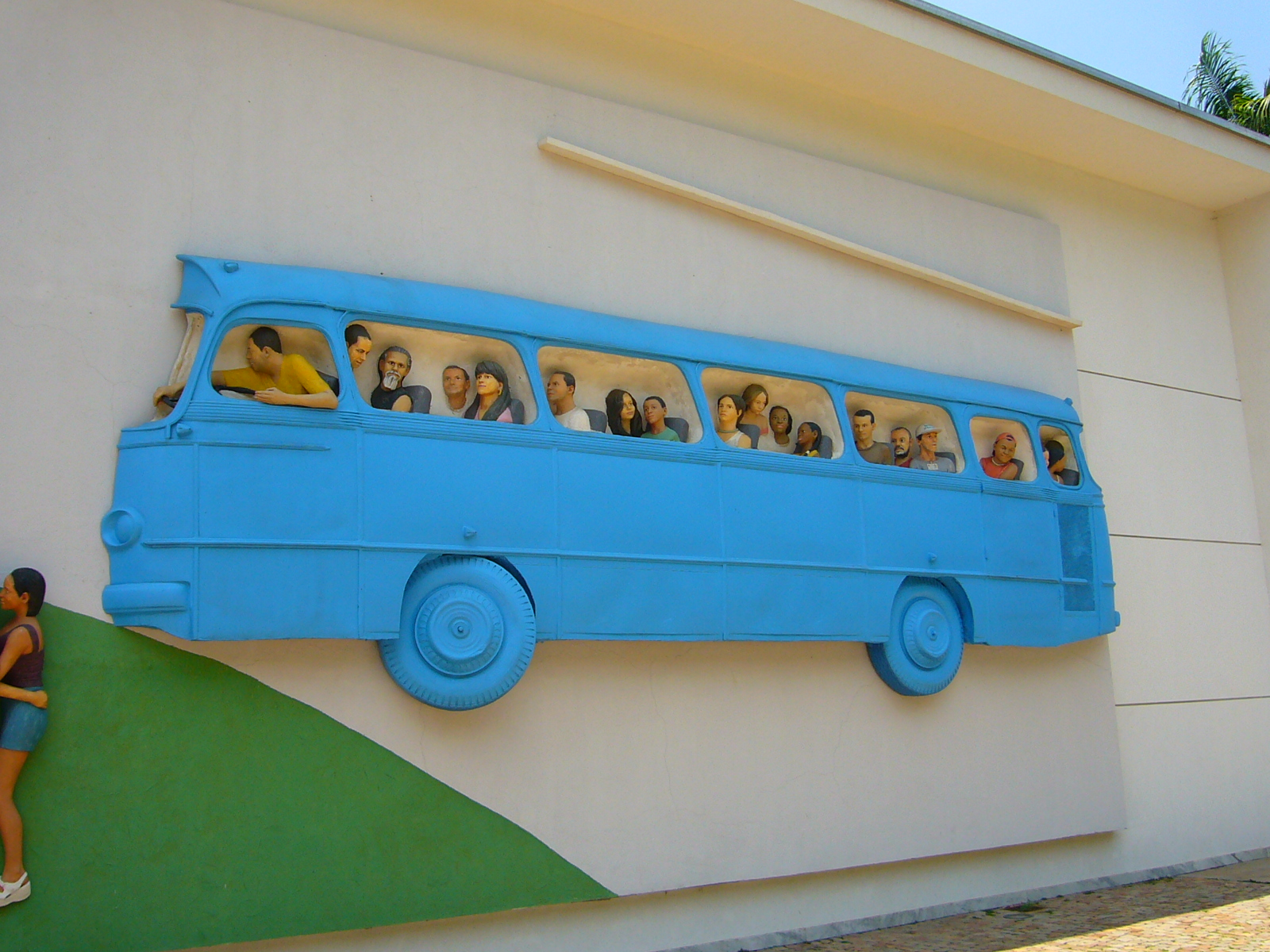
Rodaviára de Brumadinho (2005)
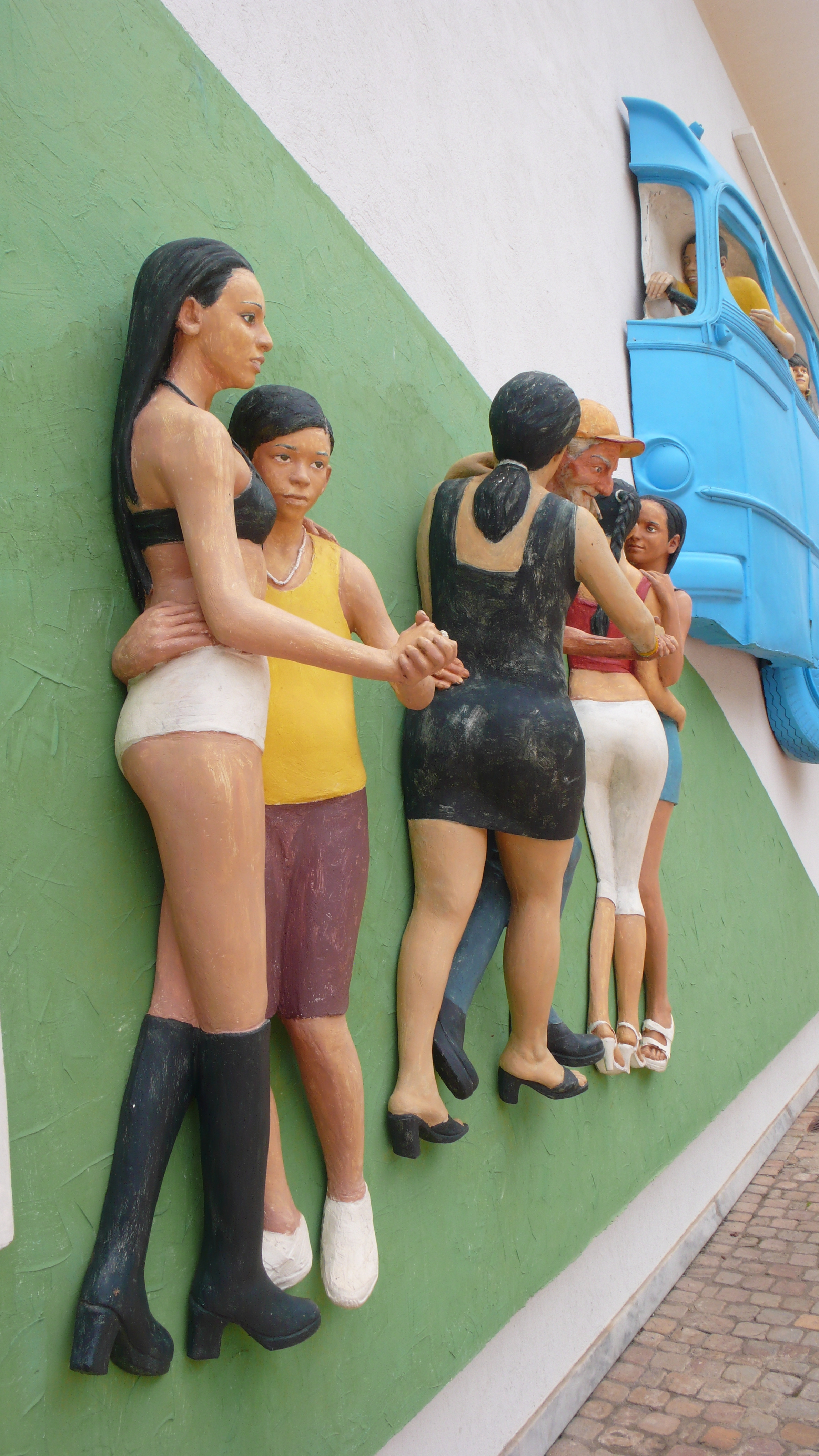
Detail van Rodaviára de Brumadinho
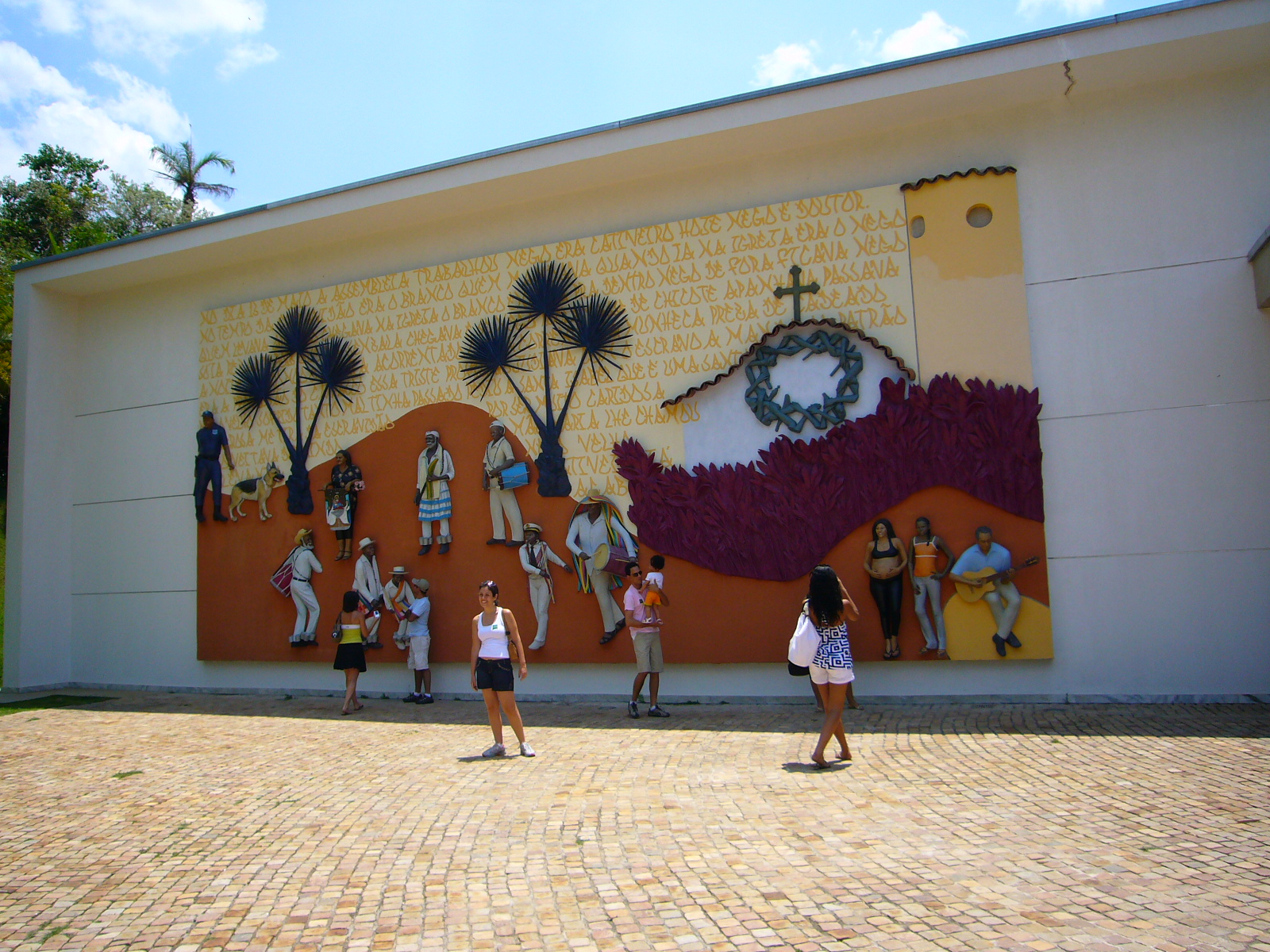
Abre a Porte (2006)
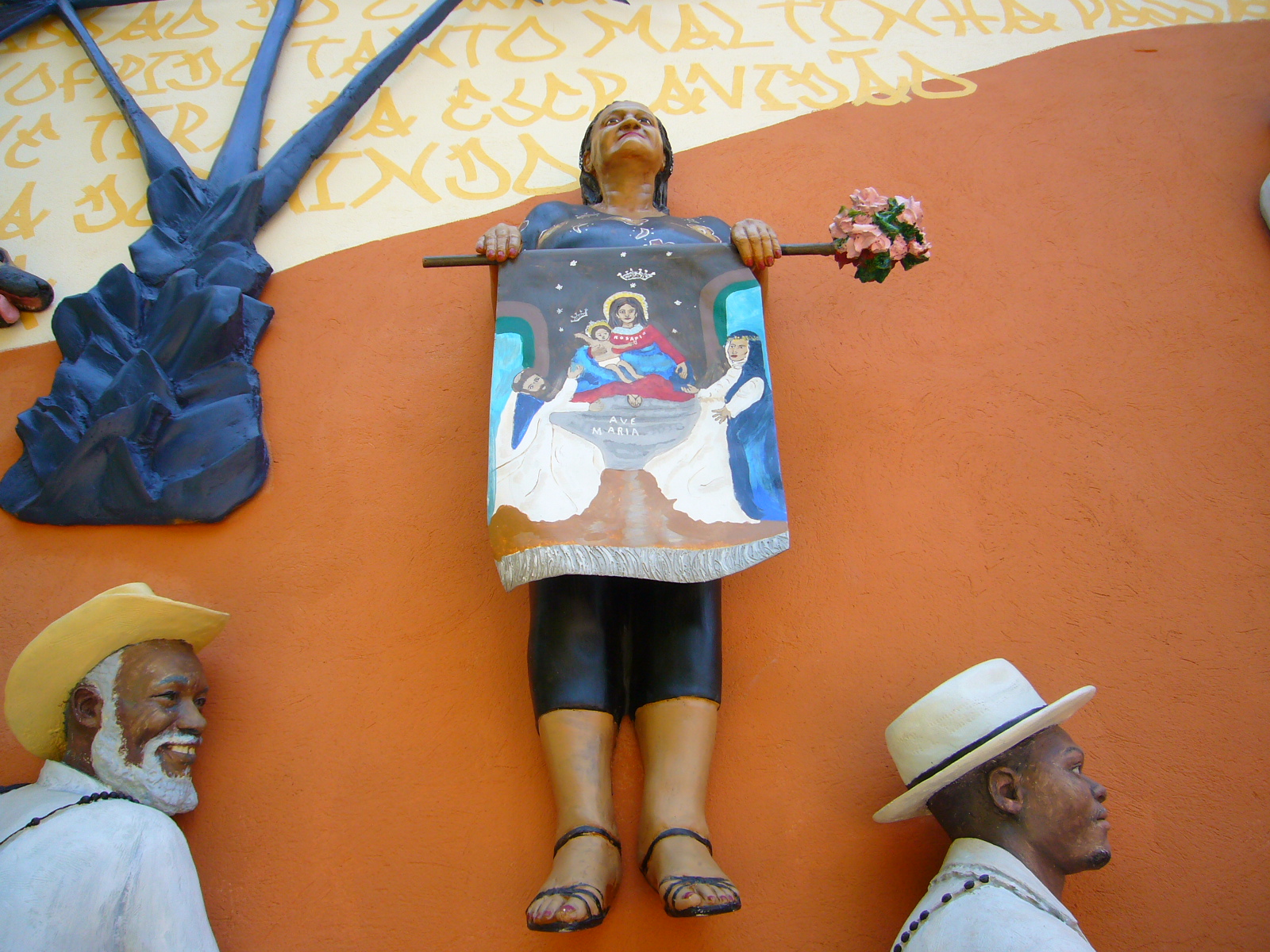
Detail van Abre a Porta